# Mythimna
Mythimna (in greco Μύθημνα?) è un ex comune della Grecia nella periferia di Creta (unità periferica di La Canea) con 2 914 abitanti secondo i dati del censimento 2001.
È stato soppresso a seguito della riforma amministrativa, detta Programma Callicrate, in vigore dal gennaio 2011 ed è ora compreso nel comune di Kissamos.